# Bulbophyllum scaphosepalum
Bulbophyllum scaphosepalum là một loài phong lan thuộc chi Bulbophyllum.